# هيركيولز رايت
هيركيولز رايت هو لاعب اتحاد الرغبي وسياسي نيوزيلندي، ولد في 1881 في هوكيتيكا ‏ في نيوزيلندا، وتوفي في 4 أبريل 1963 في ويلينغتون في نيوزيلندا.